# Tarcza Nipkowa
Niektóre z zamieszczonych tu informacji wymagają weryfikacji.
Dokładniejsze informacje o tym, co należy poprawić, być może znajdują się w dyskusji tego artykułu.
 Po wyeliminowaniu niedoskonałości należy usunąć szablon [[Szablon:Dopracować|]] z tego artykułu.

Tarcza Nipkowa

Tarcza Nipkowa – to wynalazek Paula Nipkowa z 1884 r., który w ogromnej mierze przyczynił się do rozwoju telewizji. Jest to urządzenie służące do mechanicznej i syntetycznej analizy obrazu.
Tarcza Nipkowa, pomimo znalezienia innych metod elektronicznych do składania obrazu była wykorzystywana w niektórych urządzeniach aż do końca II wojny światowej. W uznaniu zasług w roku 1935 została uruchomiona w Berlinie pierwsza na świecie elektroniczna stacja telewizyjna, a jej nadajnik nazwano Paul Nipkow.
Amerykanin Charles Francis Jenkins zastosował wynalazek Paula Nipkowa w początkowych latach dwudziestych, kiedy to przesłał obraz prezydenta Stanów Zjednoczonych Warrena Gamaliela Hardinga z Waszyngtonu do Filadelfii na odległość ok. 200 km. W roku 1925 udało mu się nadać i odebrać obraz ruchomy.

## Opis i działanie

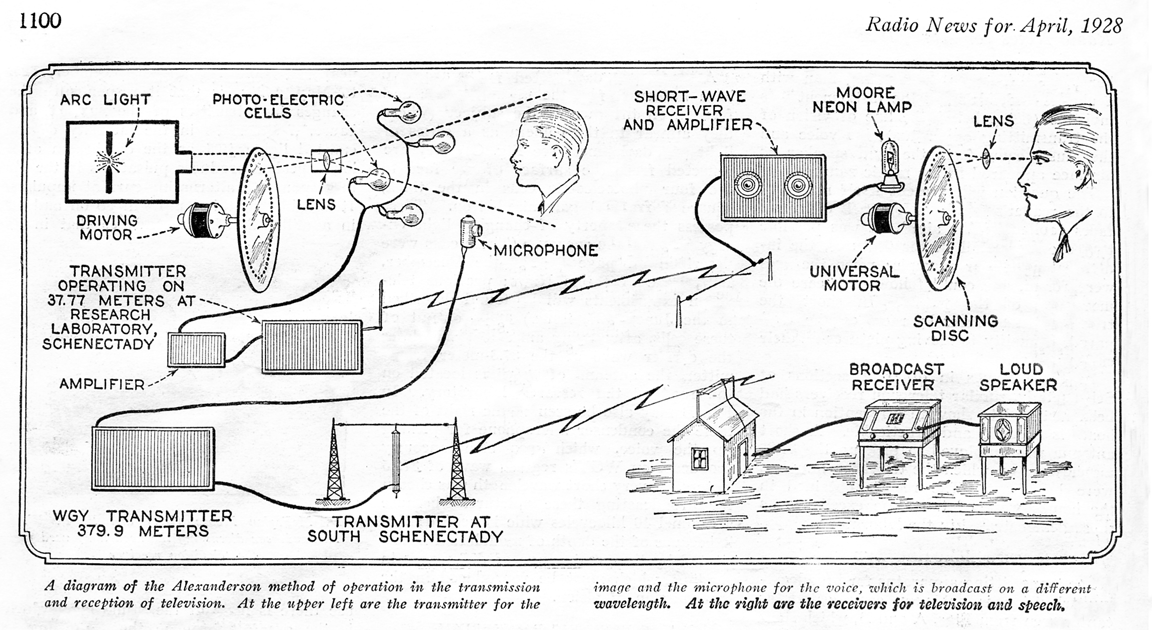

Urządzenie to miało postać metalowej tarczy obrotowej z otworami rozłożonymi równomiernie wzdłuż linii spiralnej. Przez te otwory kolejno przechodził promień świetlny składający obraz. Taka tarcza była umieszczana pomiędzy przedmiotem oświetlanym, (przedmiotem, którego obraz chciano otrzymać) a komórką fotoelektryczną. W ten sposób promienie światła odbitego od poszczególnych części przechodziły przez kolejne otwory tej tarczy na fotokomórkę, która z kolei modulowała prąd neonówki w odbiorniku. Światło tej neonówki (jaśniejące bądź ciemniejące) było rzutowane na ekran poprzez otwory obracającej się synchronicznie podobnej tarczy. Na tymże ekranie pojawiał się wówczas obraz tego przedmiotu.
Dnia 6 stycznia 1884 roku młody wynalazca Paul Nipkow otrzymał patent o numerze 30105 na urządzenie, które sam nazwał elektrycznym teleskopem.